# Какво искат жените
„Какво искат жените“ (на английски: What Women Want) е американска комедия на режисьорката Нанси Майърс с участието на Мел Гибсън, Хелън Хънт и Мариса Томей. Филмът жъне небивал успех в целия свят, с приходи надвишаващи бюджета му с над 300 милиона.

## Актьорски състав
- Мел Гибсън – Ник Маршал
  - Лоуган Лърман – Ник Маршал (като дете)
- Хелън Хънт – Дарси Макгуайър
- Мариса Томей – Лола
- Алън Алда – Дан Уонамейкър
- Лорън Холи – Джиджи
- Ашли Джонсън – Алекс Маршал
- Марк Фойерщайн – Морган Фаруел
- Делта Бърк – Ив
- Валъри Перин – Марго
- Джуди Гриър – Ерин
- Сара Полсън – Ани
- Ана Гастейър – Сю Кранстън
- Диана-Мария Рива – Стела
- Лиса Едълстийн – Дина
- Лорета Дивайн – Фло
- Ерик Балфур – Камерън
- Бет Мидлър – д-р Пъркинс

## Награди и номинации
| Награда       | Категория                                                 | Номиниран(и)           | Резултат  |
| ------------- | --------------------------------------------------------- | ---------------------- | --------- |
| Златен глобус | Най-добър актьор в мюзикъл или комедия                    | Мел Гибсън             | номинация |
| Сателит       | Най-добра актриса в поддържаща роля в мюзикъл или комедия | Мариса Томей           | номинация |
| Сатурн        | Най-добър фентъзи филм                                    | Най-добър фентъзи филм | номинация |

## Дублаж

### Диема+ (2004)
| Преводач           | Даниела Славчева                                                         |
| Тонрежисьор        | Димитър Кръстев                                                          |
| Озвучаващи артисти | Даниела Йорданова Йорданка Илова Лиза Шопова Васил Бинев Николай Николов |